# Millotauropus hebetisetosus
Millotauropus hebetisetosus är en mångfotingart som beskrevs av Paul Auguste Remy 1953. Millotauropus hebetisetosus ingår i släktet Millotauropus, och familjen Millotauropodidae. Inga underarter finns listade i Catalogue of Life.